# Domaželice
Domaželice (deutsch Domaschlitz, früher Domazelitz) ist eine Gemeinde in Tschechien. Sie liegt acht Kilometer südöstlich von Přerov und gehört zum Okres Přerov.

## Geographie
Domaželice befindet sich in der Podbeskydská pahorkatina (Vorbeskidenhügelland). Das Dorf erstreckt sich auf einer Terrasse am rechten Ufer der Moštěnka an den Einmündungen der Bäche Šišemka und Kozrálka. Nordöstlich erheben sich die Kopaniny (284 m), im Südosten die Kozrálská (283 m) und die Líšenský Mlýn (260 m). Mit der westlichen Nachbargemeinde Čechy ist Domaželice zu einer Einheit zusammengewachsen. Durch den Ort führt die Staatsstraße II/150 von Přerov nach Bystřice pod Hostýnem.
Nachbarorte sind Pavlovice u Přerova im Norden, Hradčany und Nahošovice im Nordosten, Turovice im Osten, Lipová im Südosten, Líšná im Süden, Marianín, Kocanda und Beňov im Südwesten, Prusy und Čechy im Westen sowie Podolí im Nordwesten.

## Geschichte
Die erste urkundliche Erwähnung des Ortes erfolgte 1339, als Georg de Domasolic in einer Urkunde der Kirche des hl. Georg in Šternberk als Zeuge genannt wurde. 1349 überschrieb Viknan von Malenovice in der Olmützer Landtafel 60 Scherf aus seinen Einnahmen von Malenovice an Zdeněk von Domaželice und dessen Frau als Mitgift. Am 8. Mai 1369 verkauften die Brüder Bun und Lucek von Domaželice sowie Luceks Söhne Závis und Jiří die Feste, den Hof und das Dorf Domaželice an die Brüder Jan, Vok, Beneš und Ladislav von Krawarn auf Fulnek für 200 Scherf Groschen. Zwei Jahre später kauften Vok, Držislav und Lacek von Krawarn Domaželice von Lucek, der zu dieser Zeit das Prädikat von Újezd verwendete. 1373 wurde Hynek von Náklo als Besitzer von Domaželice genannt, der seiner Frau Anna 75 Scherf aus dem Dorf, der Feste und dem Vorwerk als Heiratgut überschrieb. Im Jahr darauf verkauften Hynek und sein Bruder Mikuláš die Feste Domaželice mit dem Dorf und dem Kirchpatronat an Lacek von Krawarn.
Der Olmützer Kanoniker Heřman von Krawarn nahm 1385 zusammen mit seinem Bruder Hynek und Mikuláš von Náklos nachgelassenen Kindern Bohunka, Tervard und Alžběta Lacek von Krawarn und dessen Söhne in eine Besitzgemeinschaft über sämtliche Güter in Domaželice und Prosenice auf. 1406 nahm Tervard von Náklo noch Čeňka von Tučín in die Besitzgemeinschaft auf. Über Tevards zweite Frau Alena gelangte der Besitz schließlich an die Herren von Wolfenberg (z Volfenberka). Johanna von Wolfenberg ging 1464 mit ihrem Mann Johann Stern von Stattenberg (Jan Stern ze Štatenberku) eine Besitzgemeinschaft ein. Nach Dorothea von Wolfenbergs Tode verkaufte 1481 Johanna von Wolfenberg die Feste Domaželice mit dem Dorf, der Mühle und dem Kirchpatronat an die Brüder Wenzel, Bernhard und Cenko von Stattenberg, die in derselben Zeit auch die Herrschaft Želatovice aufkauften. 1584 gehörten zum Besitz des Johann Stern von Stattenberg 58 Untertanen. Nach dessen Tode verkauften die Vormünder der Erben die Feste Domaželice mit den Dörfern Domaželice und Želatovice, dem Hof, dem Kirchpatronat, der Brauerei, dem Vorwerk und der Mühle Domaželice 1592 für 12.336 Gulden an Joachim Žeranovský von Sezemice und dessen Frau Anna Bítovská von Slavíkovice. Zwei Jahre später gehörte Domaželice Viktorin Freiberger von Wasserhof, der 1596 vom Olmützer Kapitel noch einen Anteil von Tučín erwarb. 1599 kaufte Freiberger noch die Feste und das Dorf Čechy hinzu. Über seine Tochter Anna, die mit Johann Felix Rzikowsky von Dobrzicz verheiratet war, gelangte der Besitz an das Geschlecht Rzikowsky. 1671 verkaufte Johann Rudolf Maximilian Rzikowsky von Dobrzicz seiner Schwester Magdalena, verheiratete Ullersdörfer von Nimptsch für 12.500 Gulden den Hof, die Brauerei, Schäferei, Brennerei und das Badehaus in Domaželice sowie den Hof und die Mühle in Čechy. Deren Sohn Johann Burian Ullersdörfer kaufte 1687 nach dem Tode der Mutter für 22.000 Gulden auch die Anteile seiner Brüder Christoph und Ferdinand auf. Am 8. November 1692 verkaufte Johann Burian die Herrschaft Domaželice mit den Dörfern Čechy, Pavlovice und 13 Häusern von Tučín für 46.000 Gulden an Friedrich von Oppersdorff. Nachdem von Oppersdorff 1693 auch die Herrschaft Dřevohostice erworben hatte, vereinigte er Domaželice und Dřevohostice zu einer Herrschaft Dřevohostice-Domaželice. Domaželice bestand zu dieser Zeit aus 29 Anwesen, in Čechy waren es 35. 1713 trat die Domaželicer Herrschaft unter die peinliche Gerichtsbarkeit des Städtchens Dřevohostice. Im Jahre 1791 bestand das Dorf aus 56 Häusern und hatte 322 Einwohner. Die Dřevohosticer Linie der Grafen von Oppersdorff erlosch 1798 im Mannesstamme. Das Erbe fiel gemeinschaftlich an die Geschwister Antonia von Oppersdorff und Josefine, verheiratete Matuschka von Topolczan. Nachdem Josefine 1799 verstorben war, erbte ihr Witwer Heinrich Bernhard Matuschka und dessen Söhne Eduard, Albrecht und Hermann ihren Anteil. Heinrich Bernhard Matuschka überlebte seine drei Söhne und heiratete schließlich seine Schwägerin Antonia, die 1815 starb. Am 4. November 1820 wurde er alleiniger Besitzer der Herrschaft, die er 1839 an Karl Anton Czeike von Badenfeld verkaufte.
Nach der Aufhebung der Patrimonialherrschaften bildete Domaželice/Domazelitz ab 1850 eine Gemeinde in der Bezirkshauptmannschaft Holleschau. Im ehemaligen Herrenhof an der Straße nach Dřevohostice wurde von 1850 bis 1868 eine Zuckerfabrik betrieben. Domaželice hatte 1869 382 Einwohner. 1876 erbte nach dem Tode ihrer Mutter Leonie Skrbenský von Hříště, geborene Czeike von Badenfeld die Güter Domaželice und Dřevohostice. Sie verkaufte sie am 6. Oktober 1897 an die Marktgemeinde Dřevohostice. Seit 1900 gehört die Gemeinde zum Bezirk Prerau. 1921 lebten in dem Dorf 541 Personen, 1961 waren es 496. Ethnographisch gehört das Dorf zur Hanna.

## Wappen
Domaželice führt ein Wappen und Banner. Der aufrechte Löwe stammt aus dem Wappen des Geschlechts von Domaželice.

## Sehenswürdigkeiten
- Barocke Kirche Jakobus des Älteren, sie wurde im 18. Jahrhundert um eine Seitenkapelle erweitert. Der westliche Teil des Schiffes mit dem Turm entstand 1931.
- Statue des hl. Johannes von Nepomuk, geschaffen 1723. Sie befand sich ursprünglich im Hof der Brauerei, danach vor dem Gasthaus Starý pivovar und wurde 1959 an ihren heutigen Standort im Park an der Kirche versetzt.
- Statue der Jungfrau Maria vom Svatý Hostýn, an einem Feldweg nach Dřevohostice, errichtet 1945
- Mehrere steinerne Kreuze

## Gemeindegliederung
Für die Gemeinde Domaželice sind keine Ortsteile ausgewiesen.